# 費爾芒特鎮區 (巴特勒縣)
費爾芒特鎮區（英語：Fairmount Township）為位在美國堪薩斯州巴特勒縣的鎮區。2010年美国人口普查中該鎮區人口有489人。

## 歷史
費爾芒特鎮區於1873年設立。

## 地理
費爾芒特鎮區涵蓋面積94.35平方（36.43平方英里），境內擁有一座城鎮：埃爾賓。

### 墓園
根據美國地質調查局的資料，此鎮區擁有3座墓園：
- 費爾芒特墓園（Fairmount Cemetery）
- 普萊森特維尤墓園（Pleasant View Cemetery）
- 宰恩墓園（Zion Cemetery）

## 人口統計
根據2010年美國人口普查，費爾芒特鎮區人口有489人，人口密度為5.2人/平方公里。種族方面，98.16%為白人；0.2%為非裔美洲人；0.2%為美洲原住民；0%為亞洲人；0%為太平洋島民；0.41%為其他種族；另外有1.02%為兩個或以上的種族。而西班牙裔美國人或拉丁美洲人佔該鎮區人口的2.25%。

## 外部連結
- City-Data.com （页面存档备份，存于）